# Makoto Iguchi
Makoto Iguchi (São Paulo, 10 de maio de 1937 - Mogi das Cruzes, 15 de agosto de 2018) foi um agricultor e político brasileiro, ex-prefeito de Ferraz de Vasconcelos e ex-deputado federal por São Paulo. Foi homenageado com a  cidadania ferrazense por seus serviços prestados para o município.

## Vida
Makoto Iguchi nasceu em 10 de maio de 1937, no bairro de Itaquera, em São Paulo e morreu em 15 de agosto de 2018 em Mogi das Cruzes em São Paulo. Filho de Kichisaburo Iguchi e Yukiko Iguchi, é casado com Mihiko Hara Iguchi, com quem teve quatro filhos: Walter Iguchi, Cecil Iguchi, Ricardo Iguchi e Yara Iguchi. Seu pai foi o doador do prédio da atual Escola Edir do Couto Rosa, e homenageado com o nome dado a Rua Kichisaburo Iguchi, no Residencial Paredão em Ferraz de Vasconcelos.
Cursou o 1º grau no G.E. de Ferraz de Vasconcelos, o 2º grau (ginasial) no Instituto de Educação Washington Luiz e formou-se em Administração de Empresas pela Universidade Braz Cubas. Possui também um curso de especialização Genética Avícola em Tóquio, no Japão.
Makoto, que cresceu em Ferraz de Vasconcelos, foi um dos fundadores do PSDB, junto a Franco Montoro e Mário Covas.
Makoto faleceu na noite do dia 15 de Agosto de 2018 sendo sepultado no Cemitério do Parque do Carmo no bairro de Itaquera.

## Trajetória política

### Primeiro mandato como prefeito
Iniciou sua vida política no extinto partido Movimento Democrático Brasileiro (MDB), no qual foi eleito prefeito de Ferraz pela primeira vez em 1973, sendo eleito novamente em 1982.
Iguchi também foi fundador do Rotary Club Ferraz de Vasconcelos, localizado na Vila Corrêa. Chegou a ocupar diversos cargos neste, inclusive a presidência. Também foi o fundador da Associação Pró-Excepcionais, Kodomo, Sono de Itaquera e também fundador e ex-presidente da CONDAS Saúde.

### Segundo mandato como prefeito
Ao tomar posse em 1983, Makoto e seu vice-prefeito Alfredo encontraram uma situação "caótica" na área da saúde da cidade.
O município possuía cerca de 52.000 habitantes, que dependiam exclusivamente do Centro de Saúde II e do Centro de Saúde III, na Vila Santo Antonio. O único hospital existente, o “São Marcos”, era particular e deixava a população mais carente totalmente desamparada. Porém, no dia 30 de janeiro de 1986, o Hospital e Maternidade São Marcos é estatizado, e passa a ser denominado Hospital Regional de Ferraz de Vasconcelos, servindo a população da cidade e dos municípios vizinhos. Em seu governo, criou o Parque Industrial e a implantação de grandes indústrias como: Brinquedos Bandeirantes, Nambei, Máquinas Universo, entre outras. Conseguiu construção das escolas: Iijima, Lândia Batista, Parque Dourado, Vila São Paulo, ABC [desambiguação necessária], Vila Correa e São Francisco.
Responsável também pela implantação do Condas, que se tornou referência nacional. Conseguiu a construção dos prédios dos postos de saúde da Vila São Paulo e Santo Antonio. Construiu o Ginásio de Esportes, a Biblioteca Municipal e municipalizou o Parque Nosso Recanto e com o projeto Cura, asfaltou a região da Vila Santo Antonio, Vila do Americano e parte do Tanquinho.

### Deputado Federal
Makoto Iguchi também foi deputado federal por 30 dias, assumindo em 1995, como segundo suplente de Geraldo Alckmin.

## Realizações políticas

### Desenvolvimento urbano
Em seu governo, criou o Parque Industrial e a implantação de grandes indústrias como: Brinquedos Bandeirantes, Nambei, Máquinas Universo, entre outras. Conseguiu construção das escolas: Iijima, Lândia Batista, Parque Dourado, Vila São Paulo, ABC, Vila Correa e São Francisco. Responsável também  pela implantação do Condas, que se tornou referência nacional. Também conseguiu a construção dos prédios dos postos de saúde da Vila São Paulo e Santo Antonio. Construiu o Ginásio de Esportes, a Biblioteca Municipal e municipalizou o Parque Nosso Recanto e com o projeto Cura, asfaltou a região da Vila Santo Antonio, Vila do Americano e parte do Tanquinho.

### Nomenclatura de ruas
Na gestão de Makoto, personagens da Disney, como Mickey, Pato Donald e Tio Patinhas viram nome de oito ruas e uma praça em Ferraz. A homenagem foi pensada por Iguchi, que é fã incondicional da Disney.

### Comitiva de Iijima
Em 1 abril de 1975, Makoto e Etsuo Minoura, vice-prefeito da cidade japonesa de Iijima, assinaram a Lei nº 903/75, que tornou irmãs as duas cidades.